# Inka Essenhigh

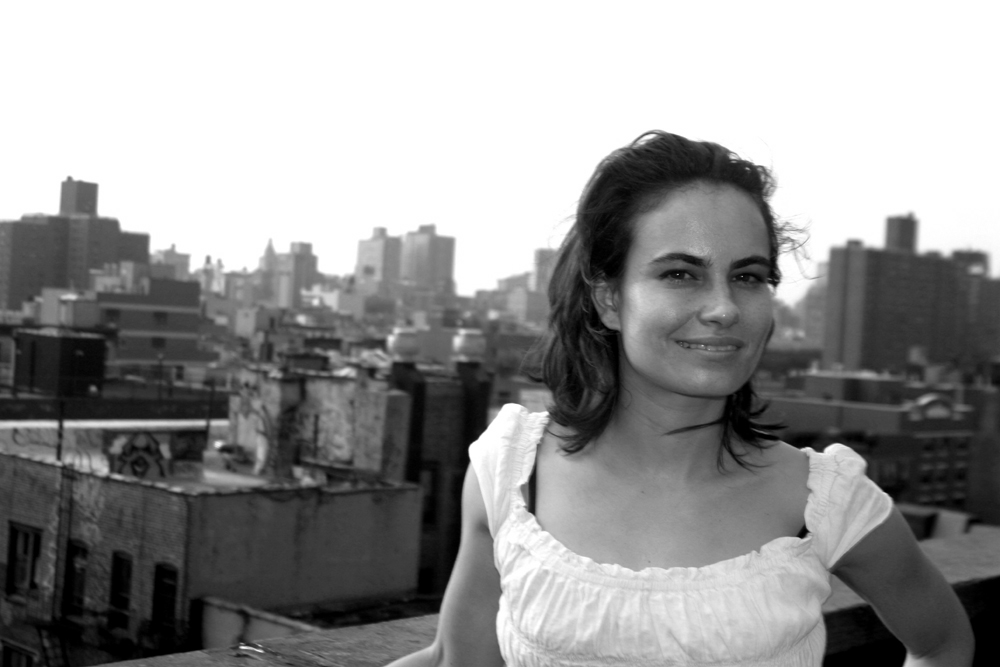
Porträtfotografie 2007, New York, von Steve Mumford

Inka Essenhigh (* 1969 in Bellefonte, Pennsylvania) ist eine US-amerikanische Malerin.
1991 studiert sie am Columbus College of Arts & Design in Columbus Ohio, 1993 an der School of Visual Arts, NYC.
Essenhigh lebt und arbeitet in New York. Ihre Werke wurden u. a. im MoMA PS1 ausgestellt.

## Ausstellungen
- 2004 – Biennale von São Paulo